# موريس كينغ
موريس كينغ (بالإنجليزية: Maurice King)‏ هو سياسي باربادوسي، ولد في 1936.